# Linzenich
Linzenich is een plaats in de Duitse gemeente Zülpich, deelstaat Noordrijn-Westfalen, en telt 355 inwoners (2006).